# Chico Chism
Napoleon „Chico“ Chism (* 23. Mai 1927 in Shreveport, Louisiana; † 28. Januar 2007 in Phoenix (Arizona)) war ein US-amerikanischer Blues-Schlagzeuger (auch Gesang).
Chism arbeitete ab den 1950er Jahren u. a. mit TV Slim (Flatfoot Sam 1957), später mit Choker Campbell, Clifton Chenier, Little Junior Parker, Sonny Boy Williamson II., Rosco Gordon, Sunnyland Slim, Muddy Waters, Memphis Slim, Lowell Fulson, Otis Rush, Junior Wells und Freddie King. Mit seiner Band Chico Chism & His Jetnanairs veröffentlichte er 1959 die Single Hot Tomales & Barbeque. In den 1970ern betrieb Chism das Label Cher-Kee Records, auf dem er auf Singles Musik unbekannter Chicagoer Blues-, Soul- und Gospelmusiker wie Highway Man, Eddie Burks, Johnny Christian und Willie Davis vertrieb. 
Chism  spielte Anfang des Jahrzehnts in Howlin’ Wolf letzter Band; nach dessen Tod 1976 gehörte er der Eddie Shaw’s Wolf Gang an. 1979 war er im Rahmen der Blues Legends Tour mit Eddie C. Campbell, Lester Davenport und Billy Emerson auf Europatournee. Chism trat Anfang der 1980er Jahre in Chicago in Bluesclubs wie Rosa’s und Kingston Mines auf. 1986 zog er nach Arizona, wo er mit dem Produzenten Bob Corritore arbeitete; dabei entstanden in Phoenix Aufnahmen mit Bo Diddley, R. L. Burnside, Henry Gray, Mojo Buford, Louisiana Red, Jimmy Rogers, Smokey Wilson, Little Milton, Big Pete Pearson, Pinetop Perkins und John Brim. 1999 erschienen Aufnahmen von Chico Chism & His Jetnanairs auf dem Album Red River Blues. Er starb im Alter von 79 Jahren an den Folgen eines Schlaganfalls, den er 2002 erlitt. 2009 wurde er posthum in die Arizona Blues Hall of Fame aufgenommen.

## Diskographische Hinweise
- Eddie Shaw and The Wolf Gang: Have Blues Will Travel (Simmons, 1977)
- Sunnyland Slim: Just You and Me (Airway, 1981)
- Mojo Buford: Champagne & Reefer (Fedora, 1999)
- R.L. Burnside: No Monkeys On This Train (HighTone Records, 2003)
- Louisiana Red: No Turn On Red (HighTone Records, 2005)
- Chico Chism's West Side Chicago Blues Party (2009)